# 부승찬
부승찬(夫勝粲, 1970년 10월 14일~)은 대한민국의 공무원, 정치인으로, 제22대 국회의원이다.
제주도 북제주군 구좌면 하도리 출신으로 세화고등학교, 공군사관학교 43기 학사 과정을 졸업하고 장교로 복무했다.
제21대 국회의원 선거를 앞두고 제주시 을 선거구에 출마를 선언했으나 더불어민주당 경선에서 패배하면서 출마가 좌절되었다. 2020년 12월, 국방부 대변인으로 임명되었다. 2023년에는 역술인 천공이 2022년에 있었던 윤석열 정부의 대통령 집무실 이전을 앞두고 김용현 경호처장과 함께 서울 한남동 육군참모총장 공관, 육군 서울사무소를 방문했다는 의혹을 폭로하여 세간의 주목을 받았다.
제22대 국회의원 선거를 앞두고 용인시 병 선거구에 출마를 선언했으며 더불어민주당 경선에서 승리를 거두면서 공천이 확정되었다. 본 선거 결과 50.26%의 득표율을 기록하면서 제22대 국회의원으로 당선되었다.

## 학력
- 하도국민학교 졸업
- 세화중학교 졸업
- 세화고등학교 졸업
- 공군사관학교 학사
- 연세대학교 대학원 정치학 석사
- 연세대학교 대학원 정치학 박사

## 경력
- 공군 소령
- 국회 최재천 의원실 보좌관
- 김종대 국회의원 정책보좌관
- 정경두 국방부 장관 정책보좌관
- 연세대학교 통일연구원 전문연구원
- 연세대학교 대학원 통일학협동과정 겸임교수
- 2019년 12월~2020년 3월: 제21대 국회의원 선거 제주 제주시 을 더불어민주당 국회의원 예비후보
- 2020년 12월~2022년 4월: 국방부 대변인
- 2024년 4월 10일: 대한민국 제22대 국회의원 선거 당선(경기 용인시 병, 더불어민주당, 초선)[4]
- 2024년 5월~: 더불어민주당 경기도당 용인시 병 지역위원회 위원장
- 2024년 5월~2025년 6월: 더불어민주당 원내부대표
- 2024년 7월~: 더불어민주당 정책위원회 국방정책조정위원장
- 2024년 8월~: 더불어민주당 경기도당 수석대변인
- 2024년 11월~2025년 8월: 더불어민주당 이재명 대표 외교안보특보단 국방안보특보
- 2025년 8월~: 더불어민주당 대변인

### 의정 활동
- 2024년 5월 30일~: 제22대 국회의원(경기 용인시 병, 더불어민주당, 초선)
  - 2024년 6월~2024년 9월: 제22대 국회 전반기 국방위원회 위원
  - 2024년 6월~2024년 9월: 제22대 국회 전반기 국회운영위원회 위원
  - 2024년 9월~: 제22대 국회 전반기 국방위원회 간사
  - 2024년 12월~: 제22대 국회 순직 해병 수사 방해 및 사건 은폐 등의 진상규명을 위한 국정조사 특별위원회 위원
  - 2025년 6월~2025년 6월: 제22대 국회 전반기 정보위원회 위원

## 역대 선거 결과
| 실시년도 | 선거   | 대수 | 직책     | 선거구         | 정당         | 득표수   | 득표율          | 순위 | 당락 | 비고 |
| -------- | ------ | ---- | -------- | -------------- | ------------ | -------- | --------------- | ---- | ---- | ---- |
| 2024년   | 총선   | 22대 | 국회의원 | 경기 용인시 병 | 더불어민주당 | 81,538표 | \| \| 50.26% \| | 1위  |      | 초선 |
|          | 50.26% |      |          |                |              |          |                 |      |      |      |

## 소속 정당
| 소속 정당 | 소속 정당      | 소속 기간 | 비고      |
| --------- | -------------- | --------- | --------- |
|           | 민주통합당     | 2012~2013 | 정계 입문 |
|           | 민주당         | 2013~2014 | 당명 변경 |
|           | 새정치민주연합 | 2014~2015 | 합당      |
|           | 더불어민주당   | 2015~2016 | 당명 변경 |
|           | 무소속         | 2016      | 탈당      |
|           | 정의당         | 2016~2020 | 입당      |
|           | 무소속         | 2020      | 탈당      |
|           | 더불어민주당   | 2020      | 복당      |
|           | 무소속         | 2020~2022 | 탈당      |
|           | 더불어민주당   | 2022~현재 | 복당      |

## 가족
- 아내 정애란
- 자녀 2녀

## 같이 보기
- 용인시 병
- 용인시의 국회의원
- 용인시 수지구의 국회의원